# Bumiagung (Rowokele)
Bumiagung is een bestuurslaag in het regentschap Kebumen van de provincie Midden-Java, Indonesië. Bumiagung telt 3661 inwoners (volkstelling 2010).